# French (Familie)

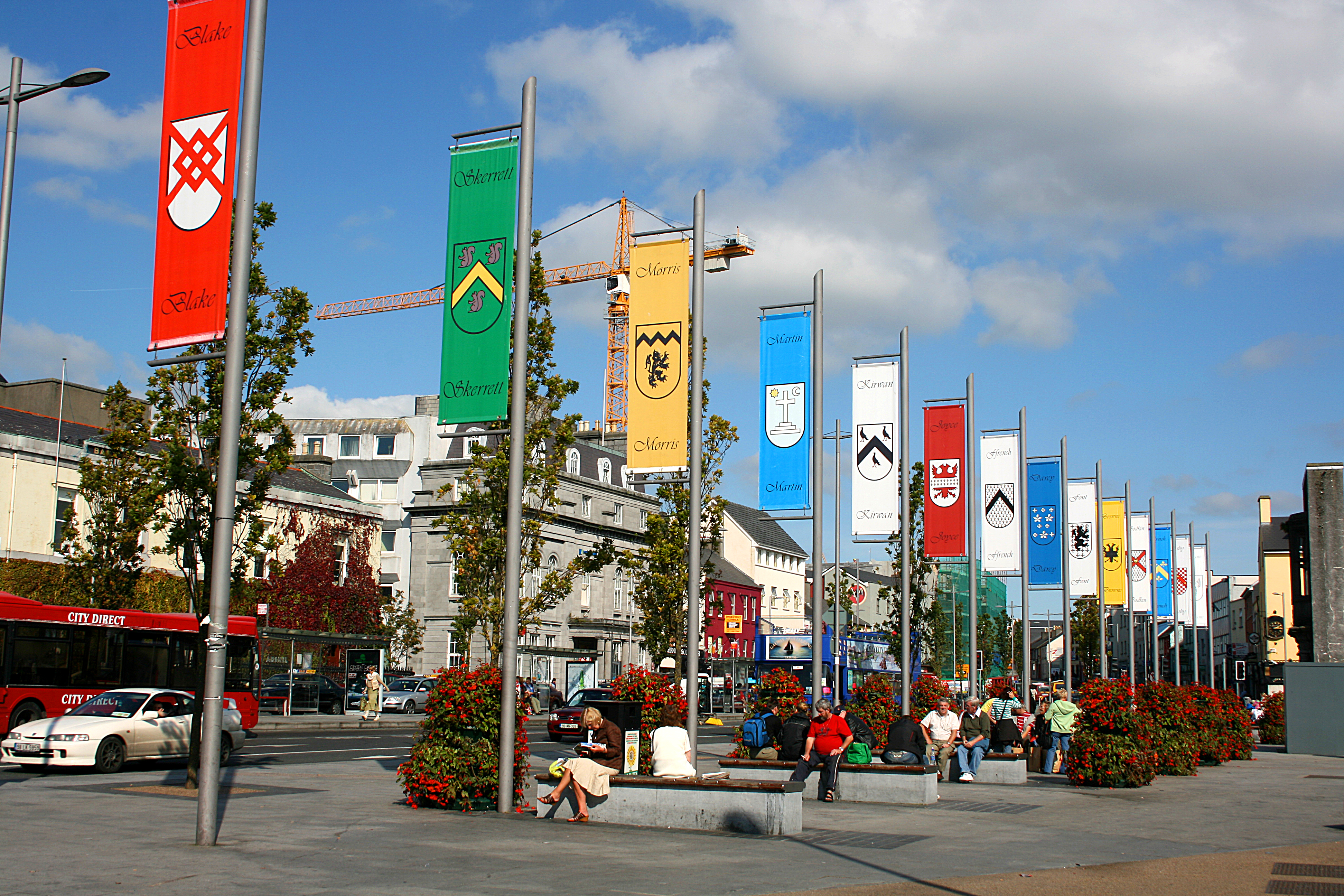
Die Fahnen der Tribes am Eyre Square

Die French Familie (auch Ffrench geschrieben; mit der Bedeutung „französisch“) aus Galway ist eine der bedeutenden 14 cambro-normannischen Familien, die die Stämme von Galway (englisch Tribes of Galway) genannt werden und über Jahrhunderte die Stadt und das nähere Umland im County Galway in Irland beherrschten.
Sie begleitete 1066 Wilhelm den Eroberer nach England und gehörte 1169 zur ersten Welle der cambro-normannischen Siedler in Irland. Sie saßen bzw. sitzen auf Castle French und in Monivea, Frenchgrove, Rahasane und Tyrone im County Galway, sowie an mehreren Orten in den Counties Mayo und Roscommon. Es gibt aber nur noch wenige Mitglieder der Familie.
Die Familie stammt von Sir Maximilian Ffrench ab, dem ersten Träger dieses Namens, dessen Nachkommen mit Wilhelm dem Eroberer nach England gingen. Ihr ursprünglicher Wohnsitz in Irland, war wie der anderer Cambro-Normannen das County Wexford, von wo sie sich in andere Teile Irlands begaben.
Zwei Familien dieses Namens ließen sich in verschiedenen Epochen in Galway nieder. Der erste war Walter French etwa 1425, während der Regierungszeit von Heinrich VI. (1421–1471) in London. Der zweite, Henry Begg Ffrench, während der Regierungszeit von Elisabeth I. (1558–1603). Seit dieser Zeit gehörten die French zu den bedeutendsten Familien in der Provinz Connacht. Seán an tSalainn French (1489–1546) war 1538–1539
Bürgermeister von Galway.
Die Familie, die auf Castle Ffrench, in Ballinamore Bridge in der Nähe von Ahascragh im County Galway sitzt, wurde im Jahr 1798 in den Peersstand erhoben. Charles Baron Ffrench, ist der gegenwärtige Besitzer von Castle French, das zum Verkauf steht.
Die anderen Zweige der Name French, sind die von Ballinahalla, jetzt von Beagh, Carrorea, Elmhill, Ffrenchgrove, Monivea, Portcarn, Rahasane und Tyrone alle im County Galway, sowie Ballykeneave und Culliane im County Mayo, und Foxborough, Frenchpark, Port, und Rocksavage Snipehill, im County Roscommon.
Ein Kreisverkehr in Galway ist nach der Familie benannt.